# Eltanin Rupes
L'Eltanin Rupes è una struttura geologica della superficie di Mercurio.